# در سن ۳۶ سالگی
در سن ۳۶ سالگی (به تامیلی: 36 Vayadhinile) فیلمی محصول سال ۲۰۱۵ و به کارگردانی روشن اندروز است. در این فیلم بازیگرانی همچون جیوتیکا، رحمان، آبهیرامی، نثار ایفای نقش کرده‌اند.